# Royal Stade waremmien football club
Maillots
Actualités
Dernière mise à jour : 17 Février 2020.
Le Royal Stade Waremmien Football Club (en abrégé R.S.W.F.C.) est un club de football belge localisé dans la commune hesbignonne de Waremme. Fondé en 1921, il est porteur du matricule 190. Ses couleurs sont le rouge et blanc.
Le Stade Waremmien évolue en Division 3 ACFF lors de la saison 2023-2024. C'est sa 74e saison dans les séries nationales. Le club a disputé huit saisons en deuxième division nationale, le plus haut niveau qu'il ait atteint.

## Repères historiques
- 1921 : Fondation du club.
- 1922 : Le Stade Waremmien Football Club s'affilia à l'URBSFA.
- 1926 : Le Stade Waremmien Football Club accéda pour la première fois aux séries nationales. La première expérience ne dura qu'une saison.
- 1926 : Le Stade Waremmien Football Club se vit attribuer le matricule 190.
- 1928 : Le Stade Waremmien Football Club remonta en séries nationales et y resta jusqu'en 1994, soit 66 ans de présence consécutive (63 saisons).
- 1951 : Le Stade Waremmien Football Club fut reconnu Société royale et prit le nom de Royal Stade Waremmien Football Club.
- 1963 : Le Royal Stade Waremmien Football Club loupa de peu un retour en Division 2 derrière K. Boom FC.
- 1999 : Le Royal Stade Waremmien Football Club remonta en séries nationales après 5 ans d'absence mais cela ne dura qu'une saison. Depuis, le club n'est plus revenu en « nationale ».
- 2014 : Le Royal Stade Waremmien Football Club remonte en séries nationales.

## Résultats dans les divisions nationales
Statistiques mises à jour le 22 mai 2023 (terme de la saison 2022-2023)

### Bilan
| Niv | Divisions     | Jouées | Titres | TM Up | TM Down |
| --- | ------------- | ------ | ------ | ----- | ------- |
| I   | 1re nationale | 0      | 0      |       |         |
| II  | 2e nationale  | 8      | 0      |       |         |
| III | 3e nationale  | 30     | 2      |       |         |
| IV  | 4e nationale  | 36     | 4      | 1     |         |
| V   | 5e nationale  | 0      | 0      |       |         |
|     |               |        |        |       |         |
|     | TOTAUX        | 74     | 6      | 1     | 0       |

- TM Up : test-match pour départager des égalités, ou toutes formes de Barrages ou de Tour final pour une montée éventuelle.
- TM Down : test-match pour départager des égalités, ou toutes formes de Barrages ou de Tour final pour le maintien.

### Classement saison par saison
| Ordre               | Saison  | Nom du club               | Niveau                    | Classement final          | Remarques                            |
| ------------------- | ------- | ------------------------- | ------------------------- | ------------------------- | ------------------------------------ |
| 1                   | 1926-27 | Stade Waremmien FC        | Promotion (D3) série B    | 13e/14                    | Relégué!                             |
| séries régionales   |         |                           |                           |                           |                                      |
| 2                   | 1928-29 | Stade Waremmien FC        | Promotion (D3) série B    | 8e/14                     |                                      |
| 3                   | 1929-30 | Stade Waremmien FC        | Promotion (D3) série C    | 5e/14                     |                                      |
| 4                   | 1930-31 | Stade Waremmien FC        | Promotion (D3) série C    | 8e/14                     |                                      |
| 5                   | 1931-32 | Stade Waremmien FC        | Promotion (D3) série D    | 1er/14                    | Champion et promu!                   |
| 6                   | 1932-33 | Stade Waremmien FC        | Division 1 (D2) série B   | 5e/14                     |                                      |
| 7                   | 1933-34 | Stade Waremmien FC        | Division 1 (D2) série B   | 8e/14                     |                                      |
| 8                   | 1934-35 | Stade Waremmien FC        | Division 1 (D2) série B   | 4e/14                     |                                      |
| 9                   | 1935-36 | Stade Waremmien FC        | Division 1 (D2) série A   | 12e/14                    |                                      |
| 10                  | 1936-37 | Stade Waremmien FC        | Division 1 (D2) série A   | 13e/14                    | Relégué!                             |
| 11                  | 1937-38 | Stade Waremmien FC        | Promotion (D3) série B    | 5e/14                     |                                      |
| 12                  | 1938-39 | Stade Waremmien FC        | Promotion (D3) série A    | 11e/14                    |                                      |
|                     | 1939-41 | Compétitions interrompues | Compétitions interrompues | Compétitions interrompues | Compétitions interrompues            |
| 13                  | 1941-42 | Stade Waremmien FC        | Promotion (D3) série D    | 2e/14                     |                                      |
| 14                  | 1942-43 | Stade Waremmien FC        | Promotion (D3) série A    | 7e/16                     |                                      |
| 15                  | 1943-44 | Stade Waremmien FC        | Promotion (D3) série D    | 3e/16                     |                                      |
|                     | 1944-45 | Compétitions interrompues | Compétitions interrompues | Compétitions interrompues | Compétitions interrompues            |
| 16                  | 1945-46 | Stade Waremmien FC        | Promotion (D3) série D    | 1er/18                    | Champion et promu!                   |
| 17                  | 1946-47 | Stade Waremmien FC        | Division 1 (D2) série A   | 10e/17                    |                                      |
| 18                  | 1947-48 | Stade Waremmien FC        | Division 1 (D2) série B   | 11e/16                    |                                      |
| 19                  | 1948-49 | Stade Waremmien FC        | Division 1 (D2) série A   | 16e/16                    | Relégué!                             |
| 20                  | 1949-50 | Stade Waremmien FC        | Promotion (D3) série D    | 9e/16                     |                                      |
| 21                  | 1950-51 | Stade Waremmien FC        | Promotion (D3) série C    | 2e/16                     |                                      |
| 22                  | 1951-52 | R. Stade Waremmien FC     | Promotion (D3) série C    | 3e/16                     |                                      |
| 23                  | 1952-53 | R. Stade Waremmien FC     | Division 3 série A        | 9e/16                     |                                      |
| 24                  | 1953-54 | R. Stade Waremmien FC     | Division 3 série B        | 14e/16                    |                                      |
| 25                  | 1954-55 | R. Stade Waremmien FC     | Division 3 série A        | 16e/16                    | Relégué!                             |
| 26                  | 1955-56 | R. Stade Waremmien FC     | Promotion série C         | 2e/16                     |                                      |
| 27                  | 1956-57 | R. Stade Waremmien FC     | Promotion série C         | 5e/16                     |                                      |
| 28                  | 1957-58 | R. Stade Waremmien FC     | Promotion série D         | 1er/16                    | Champion et promu!                   |
| 29                  | 1958-59 | R. Stade Waremmien FC     | Division 3 série A        | 4e/16                     |                                      |
| 30                  | 1959-60 | R. Stade Waremmien FC     | Division 3 série B        | 5e/16                     |                                      |
| 31                  | 1960-61 | R. Stade Waremmien FC     | Division 3 série B        | 15e/16                    | Relégué!                             |
| 32                  | 1961-62 | R. Stade Waremmien FC     | Promotion série C         | 1er/16                    | Champion et promu!                   |
| 33                  | 1962-63 | R. Stade Waremmien FC     | Division 3 série B        | 2e/16                     | [ saisons 1 ]                        |
| 34                  | 1963-64 | R. Stade Waremmien FC     | Division 3 série A        | 8e/16                     |                                      |
| 35                  | 1964-65 | R. Stade Waremmien FC     | Division 3 série B        | 4e/16                     |                                      |
| 36                  | 1965-66 | R. Stade Waremmien FC     | Division 3 série A        | 4e/16                     |                                      |
| 37                  | 1966-67 | R. Stade Waremmien FC     | Division 3 série B        | 4e/16                     |                                      |
| 38                  | 1967-68 | R. Stade Waremmien FC     | Division 3 série A        | 16e/16                    | Relégué!                             |
| 39                  | 1968-69 | R. Stade Waremmien FC     | Promotion série D         | 4e/16                     |                                      |
| 40                  | 1969-70 | R. Stade Waremmien FC     | Promotion série D         | 13e/16                    |                                      |
| 41                  | 1970-71 | R. Stade Waremmien FC     | Promotion série A         | 4e/16                     |                                      |
| 42                  | 1971-72 | R. Stade Waremmien FC     | Promotion série B         | 1er/16                    | Champion et promu!                   |
| 43                  | 1972-73 | R. Stade Waremmien FC     | Division 3 série A        | 14e/16                    |                                      |
| 44                  | 1973-74 | R. Stade Waremmien FC     | Division 3 série A        | 13e/16                    |                                      |
| 45                  | 1974-75 | R. Stade Waremmien FC     | Division 3 série B        | 15e/16                    | Relégué!                             |
| 46                  | 1975-76 | R. Stade Waremmien FC     | Promotion série D         | 2e/16                     | [ saisons 2 ]                        |
| 47                  | 1976-77 | R. Stade Waremmien FC     | Promotion série D         | 2e/16                     | [ saisons 3 ]                        |
| 48                  | 1977-78 | R. Stade Waremmien FC     | Promotion série A         | 9e/16                     |                                      |
| 49                  | 1978-79 | R. Stade Waremmien FC     | Promotion série D         | 6e/16                     |                                      |
| 50                  | 1979-80 | R. Stade Waremmien FC     | Promotion série B         | 13e/16                    |                                      |
| 51                  | 1980-81 | R. Stade Waremmien FC     | Promotion série C         | 2e/16                     | [ saisons 4 ]                        |
| 52                  | 1981-82 | R. Stade Waremmien FC     | Promotion série D         | 2e/16                     | [ saisons 5 ]                        |
| 53                  | 1982-83 | R. Stade Waremmien FC     | Promotion série D         | 1er/16                    | Champion et promu!                   |
| 54                  | 1983-84 | R. Stade Waremmien FC     | Division 3 série B        | 16e/16                    | Relégué!                             |
| 55                  | 1984-85 | R. Stade Waremmien FC     | Promotion série D         | 7e/16                     |                                      |
| 56                  | 1985-86 | R. Stade Waremmien FC     | Promotion série D         | 3e/16                     |                                      |
| 57                  | 1986-87 | R. Stade Waremmien FC     | Promotion série C         | 7e/16                     |                                      |
| 58                  | 1987-88 | R. Stade Waremmien FC     | Promotion série C         | 3e/16                     |                                      |
| 59                  | 1988-89 | R. Stade Waremmien FC     | Promotion série D         | 6e/16                     |                                      |
| 60                  | 1989-90 | R. Stade Waremmien FC     | Promotion série D         | 6e/14                     |                                      |
| 61                  | 1990-91 | R. Stade Waremmien FC     | Promotion série C         | 13e/16                    |                                      |
| 62                  | 1991-92 | R. Stade Waremmien FC     | Promotion série D         | 5e/16                     |                                      |
| 63                  | 1992-93 | R. Stade Waremmien FC     | Promotion série C         | 7e/16                     |                                      |
| 64                  | 1993-94 | R. Stade Waremmien FC     | Promotion série D         | 16e/16                    | Relégué!                             |
| séries provinciales |         |                           |                           |                           |                                      |
| 65                  | 99-2000 | R. Stade Waremmien FC     | Promotion série C         | 16e/16                    | Relégué!                             |
| séries provinciales |         |                           |                           |                           |                                      |
| 66                  | 2014-15 | R. Stade Waremmien FC     | Promotion série D         | 2e/16                     | Tour final!                          |
| 67                  | 2015-16 | R. Stade Waremmien FC     | Promotion série D         | 5e/16                     | Promu!                               |
| 68                  | 2016-17 | R. Stade Waremmien FC     | Division 2 Amateur ACFF   | 10e/16                    |                                      |
| 69                  | 2017-18 | R. Stade Waremmien FC     | Division 2 Amateur ACFF   | 7e/16                     |                                      |
| 70                  | 2018-19 | R. Stade Waremmien FC     | Division 2 Amateur ACFF   | 11e/16                    |                                      |
| 71                  | 2019-20 | R. Stade Waremmien FC     | Division 2 Amateur ACFF   | 13e/16                    |                                      |
| 72                  | 2020-21 | R. Stade Waremmien FC     | Nationale 2 ACFF          | N/A                       | saison annulée en raison du Covid-19 |
| 73                  | 2021-22 | R. Stade Waremmien FC     | Nationale 2 ACFF          | 11e/16                    |                                      |
| 74                  | 2022-23 | R. Stade Waremmien FC     | Nationale 2 ACFF          | 18e/18                    | Relégué !                            |
| 75                  | 2023-24 | R. Stade Waremmien FC     | Nationale 3 ACFF          | ... /16                   |                                      |

## Palmarès
- 2 fois champion de Division 3 en 1932 et 1946.
- 4 fois champion de Promotion en 1958, 1962, 1972 et 1983.

## Personnalités
- Jean-Marie Abeels - ancien joueur, entre autres, de Courtrai, Waregem et du Germinal passa par le Stade Waremmien de 1981 à 1983.
- Henri Bierna - ancien "International A" de l'US Liège, qui porta 9 fois le maillot des Diables Rouges, acheva sa carrière au Stade Waremmien.
- Léon Dolmans - ancien "International A" et du Standard termina sa carrière au Stade Waremmien de 1977 à 1979.
- Raymond Goethals - connut les premiers succès de sa longue et brillante carrière d'entraîneur avec le Stade Waremmien, Il ramena le club en Division 3 en 1958.
- José Moes - "International A" avec le R. FC Liégeois porta ensuite le maillot du Stade Waremmien.
- Guy Vandersmissen - Celui qui devint capitaine du Standard et fut 17 fois Diable Rouge fut prêté pendant une saison (1977-1978) au Stade Waremmien.